# قضية لجنة الطاقة الفيدرالية ضد قبيلة توسكارورا الهندية
لجنة الطاقة الفيدرالية ضد قبيلة توسكارورا الهندية (بالإنجليزية: Federal Power Commission v. Tuscarora Indian Nation) هي قضية نظرت فيها المحكمة العليا للولايات المتحدة في عام 1960. تناولت القضية ما إذا كان يمكن للحكومة الفيدرالية إدانة (مصادرة) أراضٍ مملوكة لقبيلة هندية بموجب قانون الطاقة الفيدرالي لاستخدامها في مشروع للطاقة الكهرومائية، دون موافقة صريحة من الكونغرس الأمريكي.

## الخلفية
في خمسينيات القرن العشرين، كانت لجنة الطاقة الفيدرالية تسعى إلى بناء سد في شمال ولاية نيويورك كجزء من مشروع للطاقة الكهرومائية. تضمن المشروع إغراق أراضٍ اشترتها أمة توسكارورا الهندية في الثلاثينيات من القرن العشرين باستخدام أموالها الخاصة، بعد أن تم إبعادها عن أراضيها التقليدية.
جادلت أمة توسكارورا بأن الأراضي يجب أن تُعتبر "أراضي هندية" بموجب قانون التجارة الهندية، وبالتالي لا يمكن مصادرتها دون موافقة صريحة من الكونغرس. بينما اعتبرت لجنة الطاقة الفيدرالية أن الأرض ليست أرضًا محمية بموجب القانون الفيدرالي بل أرضًا خاصة مملوكة لقبيلة، مما يجعلها خاضعة لسلطات الإدانة بموجب قانون الطاقة الفيدرالي.

## قرار المحكمة
في قرار بأغلبية 6 أصوات مقابل 3، قضت المحكمة لصالح لجنة الطاقة الفيدرالية. كتب القاضي فيليكس فرانكفورتر رأي الأغلبية، مؤكدًا أن الأراضي المعنية ليست "أراضي هندية" ضمن المعنى القانوني للمصطلح، وبالتالي يمكن مصادرتها بموجب قانون الطاقة الفيدرالي. وأوضح أن الأرض التي تم شراؤها بأموال القبيلة الخاصة تُعامل كملكية خاصة وليست أرضًا محمية اتحاديًا.

## الآراء المخالفة
أعرب القضاة هوجو بلاك وويليام أو. دوغلاس وويليام جيه. برينان عن معارضتهم للقرار. كتب القاضي بلاك رأيًا مخالفًا، معتبرًا أن الأرض، رغم شرائها بأموال خاصة، تحتفظ بوضع خاص بسبب العلاقة الفريدة بين الحكومة الفيدرالية والقبائل الهندية، مما يستدعي حماية إضافية ضد المصادرة.

## الأهمية
أكد القرار أن الأراضي المملوكة للقبائل الهندية خارج إطار المعاهدات أو الحجز الفيدرالي يمكن أن تخضع لسلطات المصادرة بموجب القوانين الفيدرالية العامة، مما كان له تأثير بعيد المدى على حقوق الأراضي الخاصة بالشعوب الأصلية في الولايات المتحدة.